# 593. pehotni polk (Wehrmacht)
Za druge 593. polke glejte 593. polk.
593. pehotni polk (izvirno nemško Infanterie-Regiment 593) je bil eden izmed pehotnih polkov v sestavi redne nemške kopenske vojske med drugo svetovno vojno.

## Zgodovina
Polk je bil ustanovljen 15. novembra 1940 kot polk 13. vala na področju Hofa iz delov 170. in 213. pehotnega polka; polk je bil dodeljen 323. pehotni diviziji.
15. oktobra 1942 je bil polk preimenovan v 593. grenadirski polk.